# Il Calvario (film)
Il Calvario (Le Calvaire) è un cortometraggio muto del 1914 diretto da Louis Feuillade. È il sesto film interpretato da Musidora che qui ricopre uno dei suoi primi ruoli di primo piano.

## Produzione
Il film - un cortometraggio di circa trenta minuti - fu prodotto dalla Société des Etablissements L. Gaumont

## Distribuzione
Distribuito in sala nel maggio 1914 dalla Société des Etablissements L. Gaumont.